# Congedo di san Floriano
Il Congedo di san Floriano è un dipinto a olio su tavola (76,4x67,2 cm) di Albrecht Altdorfer, databile al 1518-1520 circa e conservato nella Galleria degli Uffizi a Firenze.

## Storia
L'opera, con l'analoga tavola del Martirio di san Floriano, fa parte di una serie di almeno sette tavole con Storie di san Floriano, forse disposte originariamente in un complesso a sportelli girevoli. Le altre si trovano al Germanisches Nationalmuseum di Norimberga (3), alla Národní galerie di Praga (1) e in collezione privata a Berlino (1). L'opera completa doveva assomigliare al Polittico con storie di san Sebastiano e della Passione, dipinto dallo stesso artista a Ratisbona per la collegiata di Linz (1518 circa). Ciò ha fatto pensare che il polittico di san Floriano, martire austriaco, dovesse trovarsi in un'altra chiesa del territorio di Linz, magari san Giovanni.
Le due tavole fiorentine arrivarono nella collocazione attuale dalla collezione Spannocchi della Pinacoteca nazionale di Siena nel 1914, per arricchire la collezione sul Rinascimento nordico degli Uffizi.

## Descrizione e stile
San Floriano, un soldato romano di Enns che aveva difeso i cristiani nell'Alta Austria nel 304, venne martirizzato legandogli una pietra al collo e gettandolo nell'Inn. Poiché in una leggenda si ricorda come avesse spento un incendio con un solo secchio d'acqua, era spesso raffigurato come protettore dal fuoco.
Nella tavoletta del congedo, il giovane santo, vestito da pellegrino, abbandona la propria città, congedandosi con i dignitari. Una processione lo accompagna. Ardito è il grandangolo visto dal basso dell'arco cittadino, con un forte scorcio in profondità verso un lontano paesaggio montano, rischiarato da una straordinaria luce. La narrazione, ispirandosi alle direttive di Paracelso, è facilmente leggibile, grazie allo stile popolaresco e accattivante.